# Крупачко језеро (Никшић)
Крупачко језеро је вештачко језеро у Црној Гори у општини Никшић. Смештено је у западном делу Никшићког поља. Језеро је створено 1950. године за потребе хидроелектране „Перућица”, као и оближња језера Слано и Вртац. Сва три језера су међусобно повезана каналима.
На језеру је уређена плажа за 10.000 људи. Од 2011. године на обали језера одржава се музички фестивал Лејк фест.

## Локација и одлике
Крупац се налази 5,5 km западно од Никшића, на надморској висини 600 м. Дужина језера је 2,5 km а ширина 2,8 km. Површина језера је 5,7 km², а на језеру се налазе два острва, велики и мали Закрњак. Језеро је вештачко, а дужина бране је 1.480 м.
Крупачко њезеро хране водом врела Поклонци, Жабица, Крупачко око, Змијанац и друга мања. Вода језера је чиста и представља једну од најчистијих акумулација у Црној Гори. Језеро је богато рибом.

## Туризам на језеру
Језеро је туристички валоризовано и представља атрактивно, а уједно и најлепше никшићко излетиште и купалиште, такозвано „Никшићко море”. Највеће је купалиште у континенталном делу Црне Горе, познато по топлој и чистој води, са плажом капацитета 10.000 људи. Обала језера Крупац одговара за било коју врсту одмора, а шеталиште дуж бране дуге 1.480 м, познато као кеј Бата Грујичића, ово језеро чини посебно интересантним, како за локално становништво тако и за туристе. Лети на плажи раде и кафићи.
Поред језера постоје и игралишта за одбојку, кошарку или ватерполо, а доступно је и јахање, вожња скутером, чамаццем, кајаком или скијање на води. Језеро Крупац је богато рибом и на њему је развијен спортски риболов.
Од 2011. године на обали језера одржава се музички фестивал Лејк фест.
- Језеро Крупац и његова острва
- Плажа поред бране - Кеја Бата Грујичића
- Пространа уређена пешчана плажа